# Caiac canoe la Jocurile Olimpice de vară din 2024 - C-2 500 m masculin
Proba masculină de canoe C-2 500 de metri de la Jocurile Olimpice de vară din 2024 a avut loc în perioada 6-8 august 2024 pe Stadionul Nautic Olimpic Național din Île-de-France, aflat la aproximativ 30 de kilometri de Paris.

## Program
Orele sunt ora Franței (UTC+1) 
| Data                 | Timp        | Etapă                         |
| -------------------- | ----------- | ----------------------------- |
| Marți, 6 august 2024 | 10:30 13:50 | Calificări Sferturi de finală |
| Joi, 8 august 2024   | 11:20 13:20 | Semifinale Finale             |

## Rezultate

### Serii

#### Seria 1
| Loc | Culoar | Canotor                          | Țară          | Timp    | Note |
| --- | ------ | -------------------------------- | ------------- | ------- | ---- |
| 1   | 8      | Zakhar Petrov Alexey Korovashkov | AIN           | 1:38.65 | CSE  |
| 2   | 4      | Gabriele Casadei Carlo Tacchini  | Italia        | 1:39,17 | CSE  |
| 3   | 3      | Jacky Godmann Isaquias Queiroz   | Brazilia      | 1:39,38 | CSF  |
| 4   | 5      | Balázs Adolf Jonatán Hajdu       | Ungaria       | 1:40,02 | CSF  |
| 5   | 7      | Ilie Sprîncean Oleg Nuță         | România       | 1:40,84 | CSF  |
| 6   | 6      | Peter Kretschmer Tim Hecker      | Germania      | 1:41,58 | CSF  |
| 7   | 2      | Max Brown Grant Clancy           | Noua Zeelandă | 2:22,09 | CSF  |

#### Seria 2
| Loc | Culoar | Canotor                            | Țară      | Timp    | Note |
| --- | ------ | ---------------------------------- | --------- | ------- | ---- |
| 1   | 5      | Liu Hao Ji Bowen                   | China     | 1:37.40 | CSE  |
| 2   | 6      | Joan Antoni Moreno Diego Domínguez | Spania    | 1:37,78 | CSE  |
| 3   | 4      | Petr Fuksa Martin Fuksa            | Cehia     | 1:41,49 | CSF  |
| 4   | 3      | Loïc Léonard Adrien Bart           | Franța    | 1:44,00 | CSF  |
| 5   | 7      | Sergey Yemelyanov Timur Khaidarov  | Kazahstan | 1:45,94 | CSF  |
| 6   | 2      | Manuel António Benilson Sanda      | Angola    | 1:51,53 | CSF  |

### Sferturi de finală

#### Sfert de finală 1
| Loc | Culoar | Canotor                        | Țară          | Timp    | Note |
| --- | ------ | ------------------------------ | ------------- | ------- | ---- |
| 1   | 5      | Jacky Godmann Isaquias Queiroz | Brazilia      | 1:38,78 | CSE  |
| 2   | 3      | Ilie Sprîncean Oleg Nuță       | România       | 1:40,00 | CSE  |
| 3   | 4      | Loïc Léonard Adrien Bart       | Franța        | 1:45,24 | CSE  |
| 4   | 6      | Manuel António Benilson Sanda  | Angola        | 1:49,00 | FB   |
| 5   | 2      | Max Brown Grant Clancy         | Noua Zeelandă | 2:24,09 | FB   |

#### Sfert de finală 2
| Loc | Culoar | Canotor                           | Țară      | Timp    | Note |
| --- | ------ | --------------------------------- | --------- | ------- | ---- |
| 1   | 6      | Peter Kretschmer Tim Hecker       | Germania  | 1:39,94 | CSE  |
| 2   | 4      | Balázs Adolf Jonatán Hajdu        | Ungaria   | 1:40,95 | CSE  |
| 3   | 5      | Petr Fuksa Martin Fuksa           | Cehia     | 1:41,02 | CSE  |
| 4   | 3      | Sergey Yemelyanov Timur Khaidarov | Kazahstan | 1:44,03 | FB   |

### Semifinale

#### Semifinala 1
| Loc | Culoar | Canotor                            | Țară     | Timp    | Note |
| --- | ------ | ---------------------------------- | -------- | ------- | ---- |
| 1   | 5      | Zakhar Petrov Alexey Korovashkov   | AIN      | 1:39,57 | FA   |
| 2   | 2      | Balázs Adolf Jonatán Hajdu         | Ungaria  | 1:39,83 | FA   |
| 3   | 3      | Jacky Godmann Isaquias Queiroz     | Brazilia | 1:39,95 | FA   |
| 4   | 4      | Joan Antoni Moreno Diego Domínguez | Spania   | 1:40,23 | FA   |
| 5   | 6      | Loïc Léonard Adrien Bart           | Franța   | 1:40,98 | FB   |

#### Semifinala 2
| Loc | Culoar | Canotor                         | Țară     | Timp    | Note |
| --- | ------ | ------------------------------- | -------- | ------- | ---- |
| 1   | 5      | Liu Hao Ji Bowen                | China    | 1:40,83 | FA   |
| 2   | 6      | Peter Kretschmer Tim Hecker     | Germania | 1:41,58 | FA   |
| 3   | 4      | Gabriele Casadei Carlo Tacchini | Italia   | 1:41,59 | FA   |
| 4   | 2      | Petr Fuksa Martin Fuksa         | Cehia    | 1:42,69 | FA   |
| 5   | 3      | Ilie Sprîncean Oleg Nuță        | România  | 1:43,42 | FB   |

### Finale

#### Finala B
| Loc | Culoar | Canotor                           | Țară          | Timp    | Note |
| --- | ------ | --------------------------------- | ------------- | ------- | ---- |
| 9   | 4      | Ilie Sprîncean Oleg Nuță          | România       | 1:43,80 |      |
| 10  | 5      | Loïc Léonard Adrien Bart          | Franța        | 1:43,82 |      |
| 11  | 3      | Sergey Yemelyanov Timur Khaidarov | Kazahstan     | 1:46,75 |      |
| 12  | 6      | Manuel António Benilson Sanda     | Angola        | 1:55,74 |      |
| 13  | 2      | Max Brown Grant Clancy            | Noua Zeelandă | 2:31,04 |      |

#### Finala A
| Loc | Culoar | Canotor                            | Țară     | Timp    | Note |
| --- | ------ | ---------------------------------- | -------- | ------- | ---- |
| 1   | 4      | Liu Hao Ji Bowen                   | China    | 1:39,48 |      |
| 2   | 2      | Gabriele Casadei Carlo Tacchini    | Italia   | 1:41,08 |      |
| 3   | 1      | Joan Antoni Moreno Diego Domínguez | Spania   | 1:41,18 |      |
| 4   | 5      | Zakhar Petrov Alexey Korovashkov   | AIN      | 1:41,27 |      |
| 5   | 6      | Peter Kretschmer Tim Hecker        | Germania | 1:41,62 |      |
| 6   | 3      | Balázs Adolf Jonatán Hajdu         | Ungaria  | 1:41,66 |      |
| 7   | 8      | Petr Fuksa Martin Fuksa            | Cehia    | 1:41,83 |      |
| 8   | 7      | Jacky Godmann Isaquias Queiroz     | Brazilia | 1:42,58 |      |